# Jörg Fischer
Jörg Fischer (Solingen, 4 luglio 1957) è un chitarrista tedesco.
Conosciuto principalmente per il suo lavoro con la band heavy metal Accept, di cui è stato membro dal 1978 al 1982 e dal 1983 al 1987, pubblicando cinque album.
Ha anche pubblicato un disco con i Billionaire Boys' Club, intitolato Something wicked comes.

## Discografia
- Accept - 1979
- I'm a Rebel - 1980
- Breaker - 1981
- Metal Heart - 1985
- Russian Roulette - 1986